# Ulica Brylowska w Warszawie
Ulica Brylowska – ulica osiedla Czyste na warszawskiej Woli.

## Historia
Dawna droga, która przebiegała miedzą rozgraniczającą wsie Wielka Wola i Czyste.
Ulica Brylowska powstała krótko po roku 1900 w pobliżu Szpitala Starozakonnych na Czystem, budowanego od roku 1894. Jeszcze przed przyłączeniem do Warszawy w 1916 przy Brylowskiej powstało kilka kamienic o skromnym wystroju. 
W okresie międzywojennym zbudowano kanalizację i wybrukowano jezdnię; pojawiły się także latarnie oświetlające ulicę po zmroku. Sąsiedztwo szpitala oraz Gazowni Warszawskiej sprawiło, że w okolicy szybko powstało wiele zakładów przemysłowych i kamienic. Nazwa ulicy pochodzi od nazwiska rodziny Brühlów, właścicieli części Woli Wielkiej, które to dobra zostały zakupione w 1746 od Augusta III Sasa przez jego ministra Henryka Brühla. Spolszczona nazwa ulicy ustaliła się jako oficjalna w latach 20. XX wieku.
18 listopada 1938 roku oddano do użytku linię tramwajową pomiędzy skrzyżowaniem z ulicą Dworską a pętlą Czyste położoną w pobliżu skrzyżowania z ulicą Ignacego Prądzyńskiego.
Kursowanie tramwajów do pętli Czyste, zawieszone 8 września 1939 roku w związku z bombardowaniami, zostało wznowione dnia 9 maja 1940 roku. Wraz z wybuchem Powstania Warszawskiego trwale wyłączono z eksploatacji torowisko tramwajowe na ulicy, a po wojnie kursowania tramwajów nie przywrócono.
Większość przedwojennej zabudowy ulicy została zniszczona w okresie II wojny światowej.